# 194 (число)
194 (Сто дев'яно́сто чоти́ри) — натуральне число між  193 та  195.
- 194 день в році — 13 липня (у високосний рік 12 липня).

## В інших областях
- 194 рік, 194 до н. е.
- 194 порт використовується протоколом IRC
- NGC 194 —  еліптична галактика ( E) в сузір'ї  Риби.
- В Юнікоді 00C2 16 — код для символу «Â» (Latin Capital Letter  A With  Circumflex).